# 立川晴の輔
立川 晴の輔（たてかわ はれのすけ、1972年〈昭和47年〉11月21日 - ）は、兵庫県神戸市生まれの落語家である。落語立川流・立川志の輔門下の真打である。出囃子は「ハレルヤ」（ヘンデルの「メサイア」より）。本名、檀上 晃一（だんじょう こういち）。

## 略歴
1972年（昭和47年）兵庫県神戸市生まれ。幼少期は神奈川県藤沢市で過ごし、高校時代は岡山県津山市で過ごす。
岡山県作陽高等学校卒業。
東京農業大学農学部農業経済学科卒業。在学中に落語研究会に所属し、卒業後の1997年（平成9年）立川志の輔に一番弟子として入門。「立川志の吉」を拝名した。立川談志は大師匠にあたる。
2003年（平成15年）、立川談志による昇進試験に合格し二ツ目に昇進。
2007年（平成19年）、第1回の東西若手落語家コンペティションにおいて、初代グランドチャンピオンに輝いた。
2013年（平成25年）12月、立川流真打に昇進、「立川晴の輔」に改名した。古典落語を得意としている。
2019年9月15日の演芸バラエティ番組『笑点』の人気コーナー「大喜利」では、療養中の六代目三遊亭円楽の代演として前週の春風亭昇也に続いて若手大喜利メンバーから大喜利に出演。「落語立川流という暗黒集団からやって参りました」と挨拶、立川談志一門の落語家としては50年ぶりの笑点出演となった。
2024年4月7日、前週で卒業した林家木久扇の後任として『笑点』大喜利の新メンバーに加入。大喜利回答者のレギュラーメンバーに落語立川流の所属落語家が加わるのは番組開始以降初となる。2024年4月14日、笑点出演時に着用する鳥の子色の色紋付が初披露された。晴の輔の加入により、落語協会、落語芸術協会、五代目圓楽一門会、落語立川流の在京落語4団体の落語家が笑点メンバーに揃った。

## 人物
- 趣味はロックバンド「BOØWY」の楽曲を聴くこと。特技はどこででも寝られること[10]。
- 家族は妻、一男一女[11]。
- 大喜利メンバーとしては、『笑点 特大号』（BS日テレ）の若手大喜利時代と同様に、他のメンバーと比べ現時点では司会者である春風亭昇太や回答者をいじったり悪ノリを見せることは少なく、社会風刺や流行を織り交ぜた正統派の回答で、場を修正する役回りを務めることが大半である。答えた後他のメンバーは昇太から「こう言う風に答えて下さい」と言われる。一方でまれに母校東京農業大学名物の大根踊りやBOØWYなどの歌ネタをやって昇太に突っ込まれたり、師匠・志の輔に頭が上がらないことを他メンバーからいじられることもある。若手大喜利時代、大喜利メンバーと対抗戦でたい平が真似する様に指示して志の輔の声真似で弟子が言うと失礼に当たりかねない事を言って晴の輔が真似し終わると、「師匠、晴の輔がこんな事言ってますよ」と言って慌てさせる流れがあった。

- 春風亭昇太、林家たい平、春風亭一之輔、桂宮治とは若手大喜利出身と言う共通点がある。また、桂宮治とは若手大喜利で共演していた。

## 交遊関係
イラストレーターのキン・シオタニと親交がある。コラボレーションライブ企画「キンぱれ」（志の吉時代は「キンシノ」）を行い、「キンシノ」は2013年の真打昇進までに計16回開催された。また、シオタニの冠番組である『キンシオ』（テレビ神奈川）では、2022年3月に番組が終了するまで「晴の輔土地こばなし」（旧「志の吉土地こばなし」→「志の吉改め晴の輔土地こばなし」）というコーナーを担当した。

## 出演番組

### 現在

#### テレビ
- 笑点（2024年4月7日 - 、日本テレビ）- 「大喜利」コーナー
- 笑点 特大号（2013年 - 、BS日テレ）

#### ラジオ
- 週刊 なるほど!ニッポン（2018年4月8日[12] - 、ニッポン放送他） - パーソナリティ

### 過去

#### テレビ
- お元気ですか日本列島（2005年4月 - 9月、NHK） - 「ハツラツ道場」のリポーター
- キンシオ（2010年1月 - 2022年3月、テレビ神奈川） ※2013年11月までは立川志の吉名義、2013年12月に真打昇進・改名後、立川晴の輔名義で出演
  - キンシオ 年またぎスペシャル（2013年12月31日 - 2014年1月1日、テレビ神奈川） ※寒川神社からカウントダウン生中継
- 名作ホスピタル（2011年4月 - 2012年3月、NHK Eテレ） - 名作プレゼンター
- 時々迷々（2011年11月25日、NHK Eテレ）
- THEナンバー2 〜歴史を動かした陰の主役たち〜（2012年6月14日、BS-TBS）
- ライバルたちの光芒 〜戦国猛女対決北政所VS淀殿〜（2013年2月6日、BS-TBS） 
  - ライバルたちの光芒 〜天草・島原一揆天草四郎VS徳川家光〜（2013年8月14日、BS-TBS）
- らくらくゴーゴー! 第23回（2013年1月25日、CS日テレ）
- saku saku（2014年6月9日 - 6月12日、テレビ神奈川） - 下記特番放送に伴い、ウィークリーゲストとして出演
- ドンドン 〜立川晴の輔真打昇進披露までの195日〜（2014年6月15日、テレビ神奈川）
- オトナへのトビラTV（2014年9月4日、NHK Eテレ）[13]
- キワミコトノハ得心寺!（2015年4月30日、NHK・BSプレミアム）[14]
- リアルタイム科学解説番組 コリドール・ラボ!!（2016年3月21日、NHK・BS1）
- 天才てれびくんYOU「落語を作れ緊急入門」（2018年5月8日、NHK Eテレ） - リポーター[15]
- 踊る!さんま御殿!!（2024年4月23日、日本テレビ）[16]
- 晴の輔・めろんの かなフィルふぃ～る（2024年 - 2025年、テレビ神奈川）

#### ラジオ
- とことん○○「とことんお酒のつまみ歌」（2012年6月26日 - 7月21日、NHK-FM）
- 中村こずえのSUNDAY HAPPY MAP（2018年4月 - 2021年3月、ニッポン放送系列） - 中継リポーター＆スタジオプレゼンを担当

### テレビドラマ
- GO HOME〜警視庁身元不明人相談室〜 第2話（2024年7月20日、日本テレビ） - 八百屋の店主 役[17]

### ナレーション・副音声
- WOWOW
  - 明治座 花形歌舞伎2013：「実盛物語」「与話情浮名横櫛」「将軍江戸を去る」「藤娘」「鯉つかみ」
  - 平成中村座大歌舞伎：「於染久松色読販」「傾城反魂香」「御所五郎蔵」「髪結新三」「め組の喧嘩」
  - 中村勘三郎追悼番組:「め組の喧嘩」「法界坊 串田戯場」
  - 新春浅草歌舞伎2012：「敵討天下茶屋聚」
- ダイドーグループ「日本の祭り〜さぁこい！子ども 横浜市戸塚区八坂神社 お札まき〜」（2024年8月12日、テレビ神奈川）

## CM
- 龍角散（2024年12月、師匠志の輔と共演）

## DVD
- ドンドン 〜立川晴の輔真打昇進記念DVD〜（2014年10月10日、TCエンタテインメント）